# Theog
Theog là một thành phố và là nơi đặt ủy ban đô thị (municipal committee) của quận Shimla thuộc bang Himachal Pradesh, Ấn Độ.

## Địa lý
Theog có vị trí 31°07′B 77°21′Đ / 31,12°B 77,35°Đ Nó có độ cao trung bình là 1965 mét (6446 feet).

## Nhân khẩu
Theo điều tra dân số năm 2001 của Ấn Độ, Theog có dân số 3754 người. Phái nam chiếm 57% tổng số dân và phái nữ chiếm 43%. Theog có tỷ lệ 80% biết đọc biết viết, cao hơn tỷ lệ trung bình toàn quốc là 59,5%: tỷ lệ cho phái nam là 83%, và tỷ lệ cho phái nữ là 77%. Tại Theog, 12% dân số nhỏ hơn 6 tuổi.